# هابر (دهانه)
هابر یک دهانه برخوردی در ماه‌ است.